# 宽钟杜鹃
宽钟杜鹃（学名：Rhododendron beesianum）为杜鹃花科杜鹃花属下的一个种。

## 扩展阅读
- 維基物種上的相關：宽钟杜鹃